# Mirosław Sarwiński
Mirosław Sarwiński (ur. 15 stycznia 1954 w Płocku) – polski szachista, mistrz międzynarodowy od 1986 roku.

## Kariera szachowa
W roku 1976 po raz pierwszy wystąpił w finale mistrzostw Polski seniorów. Do roku 1983 w finałowych turniejach wystąpił trzykrotnie, najlepszy rezultat osiągając w roku 1983 w Piotrkowie Trybunalskim (zajął wówczas XIII miejsce). Od pierwszych lat 80. zaczął odnosić sukcesy w turniejach ogólnopolskich i międzynarodowych. W roku 1981 zwyciężył w Warszawie (przed Josefem Pribylem i Władysławem Schinzelem), w roku 1983 podzielił III miejsce w otwartym turnieju w Białymstoku (wraz z Krzysztofem Żołnierowiczem). W następnym roku ponownie zwyciężył w międzynarodowym turnieju w Warszawie (przed m.in. Krzysztofem Pańczykiem), wypełniając pierwszą normę na tytuł mistrza międzynarodowego. W roku 1985 dwukrotnie zajął II miejsce w Rzeszowie (wraz ze Zbigniewem Księskim) oraz w openie w Warszawie (w obu turniejach za Stefanem Dejkało). W roku 1986 zwyciężył w Gorzowie Wielkopolskim i wypełnił drugą normę na tytuł mm. W roku 1987 zajął II miejsce w Tesliciu (za Mladenem Muše), natomiast rok później był jednym z dwóch Polaków, którzy wystąpili na mistrzostwach Europy w szachach szybkich w Gijón (drugim był Paweł Stempin). Podzielił również I miejsce w Bytomiu (wspólnie z Vlatko Bogdanovskim), był II we Włocławku oraz zdobył (w barwach Polonii Warszawa) brązowy medal na drużynowych mistrzostwach Polski w Krynicy. W roku 1990 podzielił II miejsce w turnieju open w Bielsku-Białej (wraz z m.in. Aleksandrem Czerwońskim).
Najwyższy ranking w karierze osiągnął 1 stycznia 1986 r., z wynikiem 2410 punktów dzielił wówczas 9-10. miejsce wśród polskich szachistów.